# Decathlon (empresa)
Decathlon é uma varejista francesa de artigos esportivos. A varejista conta uma ampla variedade de artigos esportivos, desde raquetes de tênis até equipamentos avançados de mergulho.
A Decathlon é verticalmente integrada, projetando e desenvolvendo seus próprios produtos e comercializando-os sob suas mais de 85 marcas, com cada esporte e, muitas vezes, subesportes e grupos esportivos, tendo os seus próprios.
Atualmente, emprega mais de 100 mil funcionários e opera cerca de 1 750 lojas em 78 países, sendo considerada a maior varejista de artigos esportivos do mundo.

## Histórico

O antigo logotipo da Decathlon

Fundada por Michel Leclercq em 1976, a Decathlon começou com uma loja em Lille, na França. Sua holding era conhecida anteriormente como Oxylane.
A empresa expandiu-se para o exterior uma década depois: para a Alemanha em 1986; Espanha em 1992; Itália em 1993;[carece de fontes?] Bélgica em 1997; Portugal e Reino Unido em 1999; Brasil em 2001; China continental em 2003; Índia e a Romênia em 2009; Turquia e República Tcheca em 2010; Taiwan e Líbano em 2012; Hong Kong em 2013; Malásia, Singapura e México em 2016; África do Sul, Filipinas, Tunísia e Indonésia em 2017; Coreia do Sul e Austrália em 2018, e Canadá em 2019. Em 2022, a Decathlon encerrou sua presença nos Estados Unidos.

## Marcas próprias
| Marca      | Esporte                  | Ano de fundação |
| ---------- | ------------------------ | --------------- |
| Allsix     | Vôlei de quadra          | 2018            |
| Aptonia    | Triathlon                | 1999            |
| Artengo    | Tênis                    | 2006            |
| Atorka     | Handball                 | 2019            |
| B'twin     | Ciclismo urbano          | 1999            |
| Caperlan   | Pesca                    | 2007            |
| Canaveral  | Esportes de dardo        |                 |
| Copaya     | Vôlei de praia           | 2019            |
| Domyos     | Fitness                  | 1998            |
| Evadict    | Trailrun                 | 2020            |
| Fifter     | Futebol Society          | 2019            |
| Fenc'it    | Esgrima                  | 2019            |
| Forclaz    | Trekking                 | 2018            |
| Fouganza   | Hipismo                  | 2005            |
| Geologic   | Esportes de precisão     | 2007            |
| Geonaute   | Equipamentos eletrônicos |                 |
| Imviso     | Futsal                   | 2019            |
| Inesis     | Golfe                    | 2002            |
| Inovik     | Ski                      | 2018            |
| Itiwit     | Caique e stand up paddle | 2016            |
| Kalenji    | Corrida                  | 2005            |
| Kipsta     | Futebol                  | 1998            |
| Kiprun     | Corrida Performance      | 2020            |
| Kuikma     | Paddle                   | 2019            |
| Maskoon    | Canyoning                | 2017            |
| Nabaiji    | Natação                  | 2008            |
| Newfeel    | Caminhada                | 2008            |
| Nyamba     | Pilates                  | 2020            |
| Offload    | Rugby                    | 2019            |
| Olaian     | Surf                     | 2015            |
| Opfeel     | Squash                   |                 |
| Orao       | Esporte de vento         |                 |
| Oroks      | Hockey                   | 2014            |
| Outshock   | Esportes de combate      | 2018            |
| Oxelo      | Patinação                | 2008            |
| Perfly     | Badminton                | 2018            |
| Pongori    | Tênis de mesa            | 2018            |
| Quechua    | Montanhismo              | 1996            |
| Rockrider  | Mountain bike            | 1999            |
| Sandever   | Tênis de praia           | 2008            |
| Simond     | Escalada e alpinismo     | 1860 (2008)     |
| Skateboard | Skateboard               | 2019            |
| Solognac   | Observação à natureza    | 2006            |
| Subea      | Mergulho                 | 2017            |
| Tarmak     | Basquete                 | 2018            |
| Triban     | Ciclismo de velocidade   |                 |
| Tribord    | Velejameto               | 1996            |
| Van Rysel  | Ciclismo de estrada      | 2019            |
| Waikru     | Taekwondo                |                 |
| Wed'ze     | Snowboard                | 2006            |
| Yoga       | Yoga                     | 2019            |